# Shelter (zespół muzyczny)

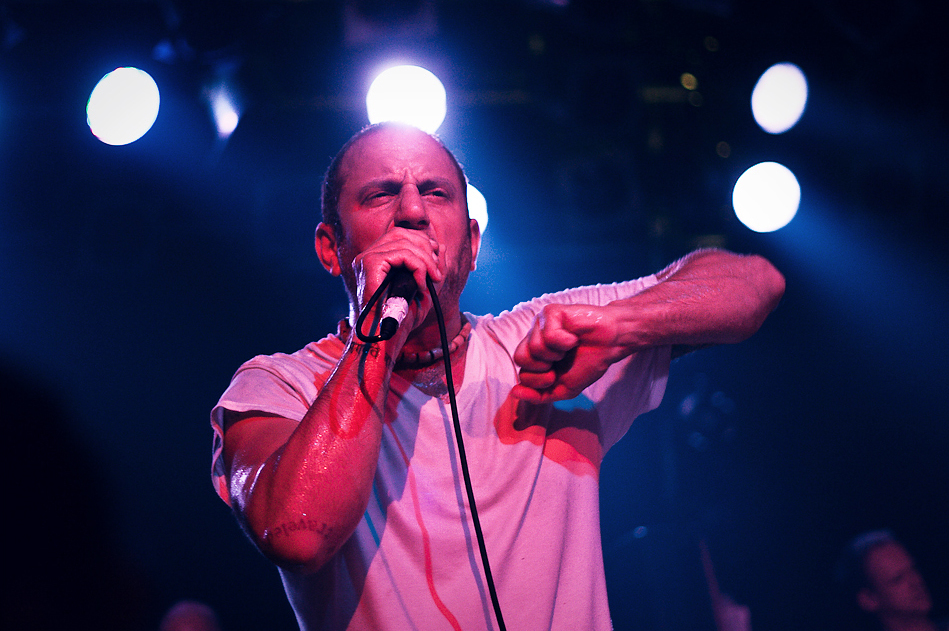
Ray Cappo, wokalista Shelter

Shelter – amerykański zespół muzyczny z Nowego Jorku grający muzykę gatunku hardcore. Założony przez Raya Cappo i Porcella z Youth of Today. Shelter był współtwórcą i czołowym przedstawicielem odmiany hardcore zwanej krishnacore, będącego połączeniem straight edge i filozofii głoszonej przez Hare Kryszna.
Rozpadł się w roku 2001 po wydaniu albumu The Purpose, the Passion.
Shelter wznowił działalność na wiosnę 2006 roku wydaniem albumu Eternal, jednak z dawnego składu pozostał tylko Ray Cappo, a Porcella zastąpiła żona Raya – Śri.

## Dyskografia
- Perfection of Desire (Revelation, 1992)
- Quest for Certainty (Equal Vision, 1995)
- Shelter Bhajan (Equal Vision, 1995)
- Standard Temple (Equal Vision, 1995)
- Attaining the Supreme (Equal Vision, 1995)
- Mantra (Roadrunner, 1995)
- Beyond Planet Earth (Roadrunner, 1997)
- Chanting & Meditations (Krishna Core, 1998)
- When 20 Summers Pass (Victory, 2000)
- The Purpose, the Passion (Supersoul, 2001)
- Eternal (Goodlife Recordings, 2006)